# Bộ Động viên Quốc phòng Quân ủy Trung ương Trung Quốc
Bộ Động viên Quốc phòng Quân ủy Trung ương Trung Quốc (中央军事委员会国防动员部) tiền thân là Cục Động viên Quốc phòng trực thuộc Bộ Tổng Tham mưu Quân Giải phóng Nhân dân Trung Quốc, là một trong 15 cơ quan trực thuộc Quân ủy Trung ương Trung Quốc có chức năng tham mưu giúp Quân ủy Trung ương Trung Quốc về công tác động viên quốc phòng trong Quân Giải phóng Nhân dân Trung Quốc.

## Lịch sử
Trước năm 2016, tiền thân là Cục Động viên Quốc phòng trực thuộc Bộ Tổng Tham mưu Quân Giải phóng Nhân dân Trung Quốc
Từ ngày 11 tháng 1 năm 2016, Đảng Cộng sản Trung Quốc tiến hành cải cách cơ cấu, tổ chức của Quân Giải phóng Nhân dân Trung Quốc trong đó nâng cấp Cục Động viên Quốc phòng thành Bộ Động viên Quốc phòng trực thuộc Quân ủy Trung ương Trung Quốc.

## Tổ chức

### Cơ quan trực thuộc
- Văn phòng (办公厅)
- Cục Công tác Chính pháp (政治工作局)
- Cục Công tác Chính trị (政治工作局)
- Cục Công tác Động viên (动员征集局)
- Cục Dân quân Tự vệ (民兵预备役局)
- Cục Phòng không (人防局)
- Cục Biên phòng (边防局)

### Đơn vị trực thuộc
- Quân khu Tỉnh (28 tỉnh)

## Lãnh đạo Bộ
Chủ nhiệm
1. Trung tướng Thịnh Bân (2016—)[3]

Chính ủy
1. Trung tướng Chu Sinh Lĩnh (2016—1/2017)[4]

Phó Chủ nhiệm
- Thiếu tướng Mưu Minh Tân (2016—)[5]
- Thiếu tướng Hồ Nghi Thụ (2016—)[6]
- Thiếu tướng Khúc Tùng (2016—)[7]